# La Retraite du démon
La Retraite du démon (A Good Man Goes to War) est le septième épisode de la sixième saison de la deuxième série de la série télévisée britannique de science-fiction Doctor Who, diffusé sur BBC One le 4 juin 2011. Il s'agit de l'épisode final de la première demi-saison 2011 de la série.

## Accroche
Amy Pond a été enlevée et le Docteur lève une armée pour venir à son secours. Mais tandis que Rory et lui s'élancent à travers les galaxies, rappelant de vieilles dettes et des promesses solennelles, ses ennemis posent un piège soigneusement dissimulé.
Dans sa cellule de prison, River Song se rend compte tristement que le moment est finalement venu — aujourd'hui est le jour de la bataille de Demon's Run et pour le Docteur, son heure la plus sombre. Les deux partis devront faire leurs sacrifices et River Song doit finalement révéler son secret le mieux protégé au Docteur.

## Résumé
L'épisode commence avec Amy Pond parlant à son bébé, Melody. Elle lui explique que son père, Rory Williams, va venir la chercher. Pendant ce temps, celui-ci s'infiltre dans un vaisseau cybermen pour interroger ses occupants sur la localisation de sa femme.
Le Docteur et Rory ont découvert qu'Amy leur a été enlevée et remplacée par une copie faite avec de la 'Chair' (La Chair vivante). Le Docteur a fini par apprendre que la véritable Amy est retenue prisonnière dans une base sur un astéroïde appelé "Demon's Run". Il rassemble quelques anciens alliés à travers le temps et l'espace, y compris le trio composé du commandant sontarien Strax, la Silurienne Madame Vastra et sa compagne humaine Jenny, ainsi que le trafiquant Dorium Maldovar afin de mener un assaut contre la base. Rory, après avoir réuni des informations sur la localisation de la base auprès de la flotte cybermen, tente de recruter River Song à sa prison de Stormcage, mais elle refuse, arguant qu'elle ne peut être avec le Docteur à ce moment car cette bataille est celle où il découvre son identité. Dans la base, Madame Kovarian, qui a surveillé Amy durant sa grossesse et enlevé sa fille, Melody, prépare ses troupes humaines à combattre le Docteur aux côtés de l'ordre des Moines sans Tête qui résident à Demon's Run ; les moines sont réellement sans tête et incapables d'être influencés par les émotions. Le soldat humain Lorna Bucket, qui avait rencontré enfant le Docteur dans les forêts Gamma, tente de se lier d'amitié avec Amy et lui offre un napperon porte-bonheur brodé au nom de Melody écrit dans sa langue. Amy avertit Bucket de la fureur du Docteur si elle combat contre lui.
Aidés par des forces supplétives de Siluriens et de Judoons, le Docteur et ses alliés lancent une attaque surprise et se rendent maîtres de la base. Le Docteur et Rory libèrent Amy et reprennent Melody avant que Madame Kovarian puisse s'échapper avec elle. Tandis que le Docteur célèbre son succès, le considérant comme sa plus grande réussite, Vastra et Dorium découvrent que Kovarian a analysé l'ADN de Melody, qui s'avère avoir à la fois un patrimoine génétique humain et Seigneur du Temps. Le Docteur fait l'hypothèse que Melody a été conçue lors de la nuit de noces d'Amy et de Rory à bord du TARDIS, et que son ADN a été  influencé par le tourbillon du temps. Le reste des alliés du Docteur se rassemble, et Amy et Rory prennent soin de leur fille et la placent dans un ancien berceau en bois que le Docteur déclare avoir été le sien. Quelque part dans la base, les Moines sans Tête tuent plusieurs Siluriens. Kovarian, loin de la base, contacte le Docteur, expliquant qu'ils utiliseront Melody comme une arme dans leur guerre contre lui. Elle trouve particulièrement délicieux de lui dire qu'il est tombé dans un autre piège, et que "Docteur, vous berner une fois fut un plaisir, mais renouveler cet exploit de la même façon est un immense privilège". Le Docteur court au hangar pour avertir ses amis. Pendant ce temps, Bucket est arrivée et avertit le groupe du piège de Kovarian, mais c'est beaucoup trop tard car le TARDIS est bloqué par un champ de forces et ils sont attaqués par les Moines sans Tête. Dorium est tué sur-le-champ, tandis que Strax et Bucket sont mortellement blessés dans la bataille qui s'ensuit où tous les Moines sans Tête périssent. Les autres sont tués hors de l'écran par les Judoons et le reste des Siluriens. Pendant ce temps, Kovarian, apparaissant devant Amy et Melody, dit au bébé de s'éveiller. Le bébé se dissout en Chair liquide, ce qui laisse Amy totalement anéantie.
Le Docteur arrive trop tard pour aider ses alliés blessés, et aide Rory à consoler Amy. River apparaît, et le Docteur la blâme pour ne pas l'avoir aidé. Elle essaie de lui expliquer qu'elle ne le pouvait pas, et dit au Docteur que tous ces événements récents étaient en partie sa faute, car ils ont été déclenchés par ceux qui craignaient sa réputation. Le Docteur, irrité et troublé, exige de savoir qui elle est. River montre le texte en gallifreyen sur le berceau au Docteur, lui disant "Tu ne sais donc pas lire", et le Docteur comprend l'identité de River. Très ému, il part seul à bord du TARDIS pour aller sauver Melody, demandant à River de renvoyer ses amis à leur propre époque. Amy exige que River explique ce que le Docteur a appris, et elle leur montre le berceau. Au départ, Amy croit que River fait allusion aux symboles gallifreyiens gravés sur celui-ci, mais ces symboles ne peuvent être lus par des humains, même avec l'assistance du système de traduction du TARDIS. En fait, River leur montre le napperon porte-bonheur de Bucket portant le nom de Melody qui est toujours dans le berceau. Les forêts Gamma ne connaissent qu'une seule forme d'eau liquide ("Il n'y a que des rivières dans les Forêts", cite le Docteur Song) et n'ont pas de mot pour "Pond" ("étang" en anglais), Bucket a donc utilisé le mot le plus proche : "River" (rivière). River Song est Melody Pond, la fille d'Amy et Rory.

### Citation
Le poème que River Song récite reflète les événements de l'épisode :
« Demons run when a good man goes to war
Night will fall and drown the sun
When a good man goes to war

Friendship dies and true love lies
Night will fall and the dark will rise
When a good man goes to war

Demons run, but count the cost
The battle's won, but the child is lost »
« Les Démons se retirent quand un homme bon et intègre s'en va-t-en Guerre,
La Nuit  tombe et noie le soleil,
Quand un homme bon et intègre s'en va-t-en Guerre

L'Amitié meurt et l'amour véritable s'étiole,
La Nuit  tombe, et l'obscurité englobe la Terre,
Quand un homme bon et intègre s'en va-t-en Guerre.

Les Démons se retirent, mais à quel prix,
Les Ennemis sont vaincus, mais l'enfant est perdu. »

### Distribution
- Matt Smith : Onzième Docteur
- Karen Gillan : Amy Pond
- Arthur Darvill : Rory Williams
- Alex Kingston : River Song
- Henry Wood : Arthur
- Frances Barber : madame Kovarian
- Christina Chong : Lorna Bucket
- Joshua Hayes : Lucas
- Damian Kell : Dominicus
- Charlie Baker : Fat One
- Dan Johnston : Thin One
- Danny Sapani : le colonel Manton
- Neve McIntosh : madame Vastra
- Catrin Stewart : Jenny Flint
- Richard Trinder : le capitaine Harcourt
- Annabel Cleare : Eleanor
- Dan Starkey : le commandant Strax
- Simon Fischer-Becker : Dorium Maldovar
- Nicholas Briggs : voix des cybermen

## Continuité
- Le Docteur explique qu'Amy a été enlevée juste avant l'Amérique, c'est-à-dire le premier épisode de cette saison.
- On retrouve de nombreuses civilisations connues du Docteur : les Cybermen sont combattus par Rory en début d'épisode, le Commandant Strax est un Sontarien, Madame Vastra est une Silurienne, on aperçoit aussi un Judoon. De plus, un Ood est mentionné dans le générique.
- Parmi les alliés du Docteur, on peut retrouver aussi le Capitaine Henry Avery et son fils (La Marque noire) et Danny Boy (La Victoire des Daleks).
- Se faisant appeler le Dernier Centurion, Rory porte le costume romain qu'il avait dans le double épisode La Pandorica s'ouvre (et accessoirement dans Le Fantôme des Noëls passés dans un but plus récréatif).
- Deux soldats passent devant un écran où est affiché le tournevis sonique du 11e Docteur avec inscrit au-dessus "REMEMBER 1. It's not a sonic 2. It's not a screwdriver" (N'oubliez pas 1. Ce n'est pas sonique 2. Ce n'est pas un tournevis)
- Les deux soldats parlent d'un moment où le Docteur fait fuir des militaires d'Atraxis avant de les rappeler pour les gronder. C'est effectivement ce qui se passe à la fin du Prisonnier zéro.
- Les unités cléricales dont Lorna Bucket fait partie, étaient les alliés du Docteur dans le double épisode Le Labyrinthe des Anges. Dans cet épisode, les "Moines sans Têtes" étaient déjà mentionnés.
- Deux soldats s'entrainent à reconnaitre quel papier est un Papier méta-psychique et lequel ne l'est pas.
- Lorsque le Docteur s'interroge du moment passé où Rory et Amy auraient pu concevoir Melody, il évoque des événements de la saison 5 : la bataille contre les "poissons vampires sexy" (Les Vampires de Venise), Rory effacé du temps (La Révolte des intra-terrestres, deuxième partie) ou Rory converti en Auton (La Pandorica s'ouvre, première partie) ainsi qu'à la nuit de noces de Rory et Amy (qui n'est pas diffusée car elle se situe entre deux épisodes : entre la saison 5 et la saison 6) où Melody a été conçue.
- Le Docteur se souvient qu'Amy avait peur que son bébé naisse avec une tête temporelle quand il se rend compte que Melody a été conçue à bord du T.A.R.D.I.S. (L'Impossible Astronaute, deuxième partie )
- Kovarian, lors du contact avec le Docteur, déclara: " Vous berner une fois fut un plaisir... Mais renouveler cet exploit de la même façon est un immense privilège", référence au remplacement de Melody par un clone de Chair, comme elle l'avait fait pour Amy (conclusion dans l'épisode La Chair vivante, deuxième partie).
- La fin de l'épisode nous apprend qu'en réalité River Song est Melody Pond : la fille de Rory et d'Amy Pond. Ce changement d'identité fonctionnant sur un jeu de mots en anglais. En effet, traduit littéralement, River Song signifie, "chant de la rivière" et Melody Pond, étang de la mélodie. Les gens de la forêt Gamma ne savent pas ce qu'est un étang, étant donné que "La rivière est la seule eau de la forêt." (Ce qui constitue les dernières paroles d'Idris dans L'Âme du TARDIS).

## Production
Il s'agirait du 777e épisode de Doctor Who, mais la production ne s'en est aperçu qu'après coup.

### Distribution
- Pour des raisons de coûts de maquillage, le rôle de Sontarien est joué par Dan Starkey comme dans le double épisode A.T.M.O.S.. Même chose pour Neve McIntosh qui jouait déjà une Silurienne dans La Révolte des intra-terrestres.